# Palača Mazarović
Palača Mazarović je barokna palača peraške hrvatske obitelji Mazarovića afiliranog bratstvu (kazadi) Smilo(j)evića.

## Smještaj
Nalazi se u jugoistočnom dijelu Perasta, u predjelu zvanom Luka, u drugom redu zgrada uz obalu, iza Bizetine i palače Balović. Prema istoku je palača Šestokrilović i kapela sv. Otkupitelja. Straga su palača Mrša i crkva Rođenja Presvete Bogorodice. Povučena je od Glavne ulice, iznad starog puta, na dnu dubokih vrtova, gledano sa sjevera. I danas je veličinom prevladavajuća zgrada ovog dijela grada. Uz palaču se nalazi i starija kuća ove obitelji. Ta je kuća renesansnih građevinskih osobina.

## Osobine
Datira iz sredine 18. stoljeća. Svojstveni je primjer kasnobaroknih palača s belvederom. Budući da je u drugom redu, niz kuća ispred nje koje izravno izlaze na stari put djelimice ju zaklanjaju.
Brojni su otvori koji otvaraju pročelje. Krov je imao dva vidikovca. Južni belveder ove palače najveći je u Perastu. Središnji dio je visok četiri etaže i širok nekoliko metara.
Zgrada ima ukupno četiri etaže.
Prizemni dio palače ima portal obrađen u bunjatu. Sa strane su dva ovalna prozora u baroknom stilu. Iznad prizemlja su dva kata i belveder s baroknim volutama, na kojem se nalazi grb Mazarovića odnosno grb Smiloe. Na drugoj je katu balkon. Dominirajući je dio te etaže. Ima šest konzola. U stražnjem dijelu palače je dvoetažna kuhinja u vidu ankesa. Raspored prostorija sačuvan je u izvornom izdanju. U sredini se nalazi veliki salon. Na zidovima je autentični interijer. Zidna dekoracija od maltera je sačuvana usprkos gotovo stoljetnoj izloženosti vanjskoj atmosferi.
Palača je danas u ruševnom stanju duže od jednog stoljeća.